# Monte Tossal
El Monte Tossal,  también conocido como Cerro de San Fernando, es una elevación rocosa de 87 metros de altura ubicada en el noroeste de la ciudad española de Alicante, en cuya cima se sitúa el castillo de San Fernando, en uno de los ejes principales del ensanche de la ciudad.
En el cerro también se sitúan, en el sureste, el Instituto Jorge Juan y en su cara norte el Parque Monte Tossal, mientras que en sus faldas, al oeste, se sitúa el Estadio José Rico Pérez, además del Centro de Desarrollo Turístico y del antiguo Colegio de Huérfanos Ferroviarios.
En torno al cerro, durante los siglos xix y xx, fueron apareciendo nuevos barrios de la ciudad como son Campoamor, Altozano, San Blas y Mercado. En la actualidad una serie de senderos permite acceder peatonalmente del barrio de Campoamor al de San Blas atravesando el Monte Tossal sin necesidad de rodearlo.
También es conocido simplemente como Tossal,  y antiguamente como Tosal o Sierra Tossal.

## Lugares destacados
- Castillo de San Fernando. Fortaleza construida durante la Guerra de la Independencia Española en la cima del monte.[3]
- Parque del Doctor Rico. Situado en las inmediaciones del castillo. Aquí se encuentra el monumento al Doctor Rico, realizado en 1930 por el escultor alicantino Daniel Bañuls.[9]
- Monumento al Dos de Mayo. Se encuentra en la cima del monte, en la glorieta de la intersección de las calles Catedrático Mas y Porcell con Escultor Bañuls. Está dedicado a los españoles fusilados por los franceses el 2 de mayo de 1810.[9]
- Cruz del Siglo. Se encuentra en terrenos de la antigua Escuela Universitaria de Formación del Profesorado, actual Colegio Prácticas La Aneja. Construida en 1901 según el diseño del arquitecto Enrique Sánchez Sedeño, es un monumento a Cristo Jesús Redentor para conmemorar el comienzo del siglo XX.[9]
- Zona Deportiva Monte Tossal. En los contornos del monte. Concentra diversas instalaciones deportivas, entre las que destacan el Estadio de Atletismo, el Centro de Tecnificación de Alicante, la Ciudad Deportiva "Antonio Valls", el Polideportivo Monte Tossal –antiguo hipódromo– y el estadio Rico Pérez del Hércules Club de Fútbol.[10][11]
- Instituto Jorge Juan. Ubicado al final de la avenida del General Marvá, uno de los ejes del ensanche, se accede desde las escaleras de Jorge Juan, escalinata que salva el gran desnivel.[12] Es el instituto más antiguo de la provincia de Alicante y uno de los primeros de España.[13]

| Lugares destacados       | Lugares destacados       | Lugares destacados | Lugares destacados |
| ------------------------ | ------------------------ | ------------------ | ------------------ |
|                          |                          |                    |                    |
| Castillo de San Fernando | Monumento al Dos de Mayo | Estadio Rico Pérez |                    |